# Justin Wright
Justin Charles Wright (ur. 8 marca 1981 w Sacramento, zm. 18 marca 2008 w Emeryville w Kalifornii) – amerykański animator, storyboardzista, który pracował nieco ponad rok w Pixar Animation Studios, później zmarł.
Urodził się z kilkoma wrodzonymi wadami serca. Wykonano u niego przeszczepienie serca w wieku 12 lat. Ukończył "Sacramento Adventist Academy" w 1999 r. oraz uczęszczał do Pacific Union College przez okres dwóch lat. Ukończył także "California Institute of the Arts" w Walencji, w Kalifornii. Pomógł stworzyć m.in. animacje w zakończeniu filmu Ratatuj, scenorys filmu WALL·E, scenariusz krótkiego filmu Presto. We wtorek 18 marca 2008, wieczorem, zmarł na atak serca. Film WALL-E jest poświęcony jego pamięci.